# Annie Girardot

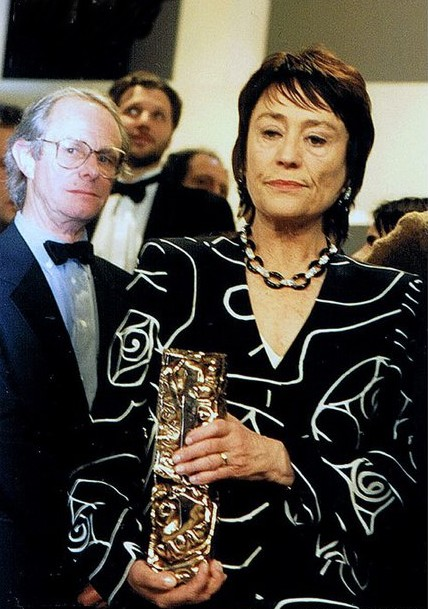
Annie Girardot 1996 bei der Verleihung des César

Annie Suzanne Girardot (* 25. Oktober 1931 in Paris; † 28. Februar 2011 ebenda) war eine französische Schauspielerin. Ab den 1950er-Jahren arbeitete sie mit bedeutenden Regisseuren und Darstellern des französischen und italienischen Kinos zusammen, sowohl in dramatischen als auch in komödiantischen Rollen. 1977 erhielt sie den César als beste Hauptdarstellerin für ihre Mitwirkung in dem Film Dr. med. Françoise Gailland.

## Leben
Annie Girardot war die Tochter einer Hebamme, ihren Vater lernte sie nie kennen. Er war mit einer anderen Frau verheiratet und starb, als Girardot zwei Jahre alt war. Sie wuchs in der Normandie auf und besuchte ein Gymnasium in Caen. Anschließend ließ sie sich zur Krankenschwester ausbilden, später nahm sie in Paris an Schauspielkursen teil.
Im Jahr 1949 debütierte Girardot auf der Bühne in der Rolle der Dorine in Molières Komödie Tartuffe. 1950 begann sie ein Schauspielstudium am Pariser Conservatoire national supérieur d’art dramatique, das sie 1954 mit Auszeichnung abschloss. Daraufhin erschien sie als Theaterschauspielerin an der Comédie-Française, wo sie in Jean Cocteaus La machine à écrire als „das schönste dramatische Theatertalent der Nachkriegszeit“ gefeiert wurde. Sie verließ die Comédie-Française 1957, trat vorübergehend in Kabaretts auf und wandte sich dann dem Kino zu.
Ihr Filmdebüt gab Annie Girardot 1956 in Treize à table. Insgesamt wirkte sie in fast 150 Film- und Fernsehproduktionen mit und wurde als Charakterdarstellerin vornehmlich in tragischen Schicksalsrollen besetzt. Ihren ersten größeren Auftritt hatte sie 1960 an der Seite von Alain Delon in dem Drama Rocco und seine Brüder von Luchino Visconti in der Rolle einer Prostituierten. Später spielte sie in Lebe das Leben (1967, mit Yves Montand), Dillinger ist tot (1969, mit Michel Piccoli), Der Mann, der mir gefällt (1969, mit Jean-Paul Belmondo). Ein Kinokassenerfolg wurde André Cayattes Aus Liebe sterben (1971), in dem sie eine geschiedene Gymnasiallehrerin darstellte, die sich in einen minderjährigen Schüler verliebt. Es folgten Kerzenlicht (1972, mit Claude Jade), Die Ohrfeige (1974, mit Isabelle Adjani), Ein verrücktes Huhn (1977, mit Philippe Noiret), Der Querkopf (1978, mit Louis de Funès) und 1985 und 1995 zwei Produktionen mit Claude Lelouch, Weggehen und wiederkommen (mit Jean-Louis Trintignant und Michel Piccoli) und Les Misérables (mit Jean-Paul Belmondo). In einem Porträt der Frankfurter Allgemeinen Zeitung wurde sie 2001 als „begnadete Verwandlungskünstlerin“ charakterisiert.
1972 gründete Girardot ihre eigene Filmproduktionsgesellschaft, Film-Girsa, die jedoch nach zwei produzierten Filmen in die Insolvenz ging. Wegen der Schulden nahm Girardot danach auch einige mittelmäßige Filmrollen an. Ebenfalls ein finanzieller Misserfolg war eine Revue am Casino de Paris, ein gemeinsames Projekt mit dem Komponisten, Chansonschreiber und Regisseur Bob Decout. Sie nahm auch mehrere Schallplatten mit Chansons auf.
In den Jahren 2001 und 2005 war Girardot in Filmen des österreichischen Regisseurs Michael Haneke zu sehen, die auch im deutschsprachigen Raum Anerkennung fanden: In dem Drama Die Klavierspielerin nach einem Roman von Elfriede Jelinek spielte sie an der Seite von Isabelle Huppert und Benoît Magimel, in Caché waren Juliette Binoche und Daniel Auteuil ihre Filmpartner.
Annie Girardot heiratete 1962 den italienischen Schauspieler Renato Salvatori. Sie hatten eine Tochter, die am 5. Juli 1962 in Rom geborene Giulia Salvatori. Girardot und Salvatori, die sich bei Dreharbeiten zu Rocco und seine Brüder kennenlernten, lebten in ihren letzten Ehejahren getrennt. Bei den Dreharbeiten zu Kerzenlicht (1971/72), in dem Bernard Fresson den Verlobten von Girardots Filmtochter Claude Jade spielte, begann sie eine siebenjährige Liebesbeziehung zu Fresson.
Im Jahr 2006 wurde bekannt, dass Annie Giradot seit den späten 1990er-Jahren an der Alzheimer-Krankheit litt. Ihr engster Freundeskreis um ihren persönlichen Assistenten Léo Bardon hatte beschlossen, die Diagnose vor ihr und der Öffentlichkeit geheim zu halten, sodass sie weiterhin Filme drehen konnte. Der Filmemacher Nicolas Baulieu thematisierte ihre Geschichte in dem Fernsehfilm Annie Girardot, ainsi va la vie (2008). Girardots Filmpartner und Freund Alain Delon war von ihrem Schicksal so ergriffen, dass er sich in der französischen Alzheimer-Gesellschaft IFRAD engagierte, deren Ehrenvorsitzender er 2010 wurde.
Am 28. Februar 2011 starb Annie Girardot im Hôpital Lariboisière in Paris. Sie wurde auf dem Cimetière du Père-Lachaise (Division 49) beigesetzt.

## Bücher

### Von Annie Girardot
- 1989 veröffentlichte Girardot ihre Memoiren unter dem Titel Vivre d’aimer (deutsch Leben um zu lieben) – in Anlehnung an den 1971 gedrehten Film Mourir d’aimer.
- Paroles de femmes, textes de marie-thérèse cuny, édition n 1; 1981, ISBN 2-86391-031-0

### Über Annie Girardot
- Annie, weißt du noch ..., Mainz: VAT Verlag André Thiele 2012, ISBN 978-3-940884-77-0; Schilderung der letzten Lebensjahre Annie Girardots durch ihren Assistenten und Vertrauten Léo Bardon (Original: Annie, te souviens-tu ..., Paris: Édition Michel Lafon 2009)

## Filmografie
- 1955: Dreizehn an einem Tisch (Treize à table) – Regie: André Hunebelle
- 1956: Der Mann mit dem goldenen Schlüssel (L’Homme aux clés d’or) – Regie: Léo Joannon
- 1956: Mord am Montmartre (Reproduction interdite) – Regie: Gilles Grangier
- 1957: Die Nacht bricht an (Le rouge est mis) – Regie: Gilles Grangier
- 1957: Meine Frau, mein Junge und ich … (L’Amour est un jeu) – Regie: Marc Allégret
- 1957: Kommissar Maigret stellt eine Falle (Maigret tend un piège) – Regie: Jean Delannoy
- 1957: Der Pfarrer von Pigalle (Le desert de Pigalle) – Regie: Léo Joannon
- 1959: Drei Tropfen Blut (La corde raide) – Regie: Jean-Charles Dudrumet
- 1959: Recours en grâce – Regie: László Benedek
- 1960: Die Französin und die Liebe (La Française et l’amour) – Regie der 6. Episode: Christian-Jaque
- 1960: Rocco und seine Brüder (Rocco et ses frères) – Regie: Lucchino Visconti
- 1961: Die Beute des Schattens (La Proie pour l’ombre) – Regie: Alexandre Astruc
- 1961: Galante Liebesgeschichten (Les amours célèbres) – Regie: Michel Boisrond
- 1961: Hinter fremden Fenstern (Le rendez-vous) – Regie: Jean Delannoy
- 1961: Smog – Regie: Franco Rossi
- 1961: Madeleine und der Seemann (Le Bateau d’Émile) – Regie: Denys de La Patellière
- 1961: Verbrechen aus Liebe (Le crime ne paie pas) – Regie: Gérard Oury
- 1962: Pourquoi Paris? – Regie: Denys de La Patellière
- 1962: Il giorno più corto – Regie: Bruno Corbucci
- 1963: Die Peitsche im Genick (I compagni)
- 1963: Das leichte Geld der Liebe (La bonne soupe) – Regie: Robert Thomas
- 1963: I fuorilegge del matrimonio – Regie: Paolo Taviani, Vittorio Taviani, Valentino Orsini
- 1963: Laster und Tugend (Le vice et la vertu)
- 1963: Le mari de la femme à barbe – Regie: Marco Ferreri
- 1963: L’autre femme – Regie: François Villiers
- 1964: Das ausgeliehene Mädchen (La ragazza in prestito) – Regie: Alfredo Giannetti
- 1964: Ich war eine männliche Sexbombe (Un monsieur de compagnie)
- 1964: Ah! Les belles familles – Regie: Ugo Gregoretti
- 1964: Una voglia da morire – Regie: Ducio Tessari
- 1964: Déclic… et des claques – Regie: Philippe Clair
- 1965: Spione unter sich (Guerre secrète)
- 1965: Drei Zimmer in Manhattan (Trois chambres à Manhattan)
- 1966: Hexen von heute (Le Streghe) – Episode „Hexen verbrennt man lebendig“, Regie: Luchino Visconti
- 1967: Lebe das Leben (Vivre pour vivre)
- 1968: Blaue Gauloises (Les gauloises bleues) – Regie: Michel Cournot
- 1968: Story of a woman – Regie: Leonardo Bercovici
- 1968: La bande à Bonnot
- 1968: Es regnet auf mein Dorf (Il pleut dans mon village) – Regie: Aleksandar Petrović
- 1968: Disons un soir à dîner – Regie: Giuseppe Patroni Griffi
- 1969: Dillinger ist tot (Dillinger e morto)
- 1969: Metti, una sera a cena
- 1969: Erotissimo
- 1969: Il seme dell’uomo
- 1969: Der Mann, der mir gefällt (Un homme qui me plaît)
- 1969: Clair de terre – Regie: Guy Gilles
- 1970: Elle boit pas, elle fume pas, elle drague pas, mais… elle cause! – Regie: Michel Audiard
- 1970: Die Novizinnen (Les novices) – Regie: Guy Casaril
- 1971: Aus Liebe sterben (Mourir d’aimer) – Regie: André Cayatte
- 1971: Das späte Mädchen (La Vieille fille) – Regie: Jean-Pierre Blanc
- 1971: Eine verrückte Familie (La mandarine) – Regie: Édouard Molinaro
- 1972: Kerzenlicht (Les Feux de la Chandeleur)
- 1972: Die Superlady (Elle cause plus, elle flingue) – Regie: Michel Audiard
- 1973: Kein Rauch ohne Feuer (Il n’y a pas de fumée sans feu)
- 1973: Der Schocker (Traitement de choc)
- 1973: Der Blonde mit dem blauen Auge (Juliette et Juliette) – Regie: Rémo Forlani
- 1974: Wann sehen wir uns wieder, Grelu? (Ursule et Grelu) – Regie: Serge Korber
- 1974: Le Soupçon – Regie: Francesco Maselli
- 1974: Die Ohrfeige (La gifle)
- 1975: Gefährlich lebt sich’s besser (Il faut vivre dangereusement) – Regie: Claude Makowski
- 1975: Es regnet über Santiago (Il pleut sur Santiago) – Regie: Helvio Soto
- 1975: Der Zigeuner (Le Gitan) – Regie: José Giovanni
- 1975: Dr. med. Françoise Gailland (Docteur Françoise Gailland) – Regie: Jean-Louis Bertuccelli
- 1975: D’amour et d’eau fraîche – Regie: Jean-Pierre Blanc
- 1976: Lauf mir nach, daß ich Dich fange (Cours après moi que je t’attrape) – Regie: Robert Pouret
- 1976: Jedem seine Hölle (A chacun son enfer) – Regie: André Cayatte
- 1976: Ardenner Schinken (Jambon d’Ardenne) – Regie: Benoît Lamy
- 1977: Der letzte Kuß (Le dernier baiser) – Regie: Dolorès Grassian
- 1977: Le point de mire – Regie: Jean-Claude Tramont
- 1977: Ein verrücktes Huhn (Tendre Poulet) – Regie: Philippe de Broca
- 1978: Der Querkopf (La Zizanie)
- 1978: Nimm’s leicht, Mama (Vas-y maman) – Regie: Nicole Buron
- 1978: Anklage: Mord (L’amour en question) – Regie: André Cayatte
- 1978: Die Klassenlehrerin (La Clé sur la porte) – Regie: Yves Boisset
- 1978: Stau (L’ingorgo – una storia impossibile)
- 1978: Edouard, der Herzensbrecher (Le Cavaleur) – Regie: Philippe de Broca
- 1978: Telefonliaison (Cause toujours, tu m’intéresses) – Regie: Édouard Molinaro
- 1979: Bobo Jacco – Regie: Walter Bal
- 1980: Wer hat den Schenkel von Jupiter geklaut? (On a volé la cuisse de Jupiter)
- 1980: Le cœur à l’envers – Regie: Franck Apprederis
- 1981: Verdammt zum Schafott (Une robe noire pour un tueur) – Regie: José Giovanni
- 1981: Jede Nacht zählt (All Night Long)
- 1981: Doch das Leben geht weiter (La vie continue) – Regie: Moshé Mizrahi
- 1981: La Revanche
- 1984: Back Fire (Liste Noire)
- 1984: Souvenirs, Souvenirs
- 1985: Weggehen und wiederkommen (Partir, revenir)
- 1985: Adieu Blaireau – Regie: Bob Decout
- 1988: Gefangene (Prisonnières) – Regie: Charlotte Silvera
- 1989: Fünf Tage im Juni (Cinq jours en juin)
- 1989: Comédie d’amour
- 1989: Ruf
- 1990: So sind die Tage und der Mond (Il y a des jours et des lunes) – Regie: Claude Lelouch
- 1991: Merci la vie – Regie: Bertrand Blier
- 1992: Schrei in der Nacht (A cry in the night)
- 1992: Wendekreis der Angst (Circle of fear)
- 1993: Mord in der Toskana (Delitti privati) (Fernsehvierteiler)
- 1994: Rache ist weiblich (Les braqueuses) – Regie: Jean-Paul Salomé
- 1995: Les Misérables
- 1995: Der Traum vom Lido (Les filles du Lido) – Regie: Jean Sagois
- 1996: Les Bidochon – Regie: Serge Korber
- 1998: Préférence – Regie: Grégoire Delacourt
- 1998: L’âge de braise – Regie: Jacques Leduc
- 2000: Ainsi soit nous – Regie: Nathalie Tocque (Kurzfilm)
- 2000: T’aime – Regie: Patrick Sébastien
- 2001: Des fleurs pour Irma (Kurzfilm) – Regie: Éric Lacroix
- 2001: Ceci est mon corps – Regie: Rodolphe Marconi
- 2001: Die Klavierspielerin (La Pianiste) – Regie: Michael Haneke
- 2002: Epsteins Nacht – Regie: Urs Egger
- 2003: Das Geheimnis der Frösche (La Prophétie des grenouilles) (Stimme des Elefanten)
- 2005: Zwei ungleiche Freunde (Je préfère qu’on reste amis…) – Regie: Éric Toledano, Olivier Nakache
- 2005: Caché – Regie: Michael Haneke
- 2006: Le Temps des porte-plumes – Regie: Daniel Duval
- 2006: Christian – Regie:Elisabeth Löchen
- 2007: Boxes – Regie: Jane Birkin

## Auszeichnungen
Für ihre Arbeit wurde Annie Girardot mit insgesamt drei César-Filmpreisen ausgezeichnet. 1992 leitete sie die Jury der 42. Berlinale.
- 1956: Prix Suzanne Bianchetti als beste Nachwuchsdarstellerin für Der Mann mit dem goldenen Schlüssel
- 1965: Coppa Volpi der Internationalen Filmfestspiele von Venedig für  Drei Zimmer in Manhattan
- 1968: Darstellerpreis des Festival Internacional de Cine de Mar del Plata für Lebe das Leben
- 1977: César als beste Hauptdarstellerin für Dr. med. Françoise Gailland
- 1977: David di Donatello als beste ausländische Darstellerin für Lauf mir nach, daß ich Dich fange
- 1996: César als beste Nebendarstellerin für Les Misérables
- 2002: César als beste Nebendarstellerin für Die Klavierspielerin
- 2002: Molière als beste Hauptdarstellerin für Madame Marguerite